# Tour de l'Algarve 2006
Le 32e Tour de l'Algarve a eu lieu du 15 février au 19 février 2007 sur 5 étapes pour 891,7 km.

## Généralités
- La vitesse moyenne de ce tour est de km/h.

## Les étapes
| Étape     | Villes étapes                               | km    | Vainqueur d'étape | Deuxième d'étape | Troisième d'étape | Durée de l'étape | Vitesse moyenne du vainqueur | Leader du classement général |
| 1re étape | Albufeira - Tavira                          | 162,3 | Marco Zanotti     | Jeremy Hunt      | Markus Zberg      | 3 h 43 min 30 s  | 43,57 km/h                   | Marco Zanotti                |
| 2e étape  | Vila do Bispo - Lagos                       | 173,5 | Bernhard Eisel    | Manuel Cardoso   | Niko Eeckhout     | 4 h 20 min 43 s  | 39,93 km/h                   |                              |
| 3e étape  | Castro Marim - Faro                         | 198,0 | Gert Steegmans    | Jeremy Hunt      | Markus Zberg      | 4 h 55 min 34 s  | 40,19 km/h                   |                              |
| 4e étape  | Lagoa - Portimão                            | 174,5 | Gert Steegmans    | Robert Förster   | Thomas Ziegler    | 4 h 39 min 26 s  | 37,47 km/h                   | Gert Steegmans               |
| 5e étape  | Vila Real de Santo António - Alto do Malhao | 183,4 | João Cabreira     | Robert Gesink    | André Vital       | 5 h 02 min 57 s  | 36,32 km/h                   | João Cabreira                |

## Classement général final
| Classement général final |                  |
| --- | ---------------- |
| \| 1. João Cabreira \| 22 h 42 min 00 s \| \| 2. Gert Steegmans \| à 10 s \| \| 3. Robert Gesink \| à 11 s \| \| 4. André Vital \| à 27 s \| \| 5. Thomas Ziegler \| à 29 s \| \| 6. Davide Rebellin \| à 31 s \| \| 7. Héctor Guerra \| à 33 s \| \| 8. Celestino Pinho \| à 33 s \| \| 9. André Cardoso \| à 33 s \| \| 10. José Luis Rubiera \| à 33 s \| \| 150 partants, 94 classés \| \| |                  |
| 1. João Cabreira | 22 h 42 min 00 s |
| 2. Gert Steegmans | à 10 s           |
| 3. Robert Gesink | à 11 s           |
| 4. André Vital | à 27 s           |
| 5. Thomas Ziegler | à 29 s           |
| 6. Davide Rebellin | à 31 s           |
| 7. Héctor Guerra | à 33 s           |
| 8. Celestino Pinho | à 33 s           |
| 9. André Cardoso | à 33 s           |
| 10. José Luis Rubiera | à 33 s           |
| 150 partants, 94 classés |                  |

## Classements annexes
| Classement par points             | Gert Steegmans 69 pts                     |
| 2e                                | Markus Zberg 45 pts                       |
| 3e                                | Jeremy Hunt 40 pts                        |
| 4e                                | João Cabreira 25 pts                      |
| 5e                                | Pedro Soeiro 21 pts                       |
| Classement du meilleur grimpeur   | Gustavo Rodriguez 19 pts                  |
| 2e                                | Jussi Veikkanen 11 pts                    |
| 3e                                | João Cabreira 10 pts                      |
| 4e                                | Marco Serpellini 10 pts                   |
| 5e                                | Pedro Fernandez 9 pts                     |
| Classement de la meilleure équipe | Maia-Milaneza 68 h 07 min 32 s            |
| 2e                                | Rabobank à 26 s                           |
| 3e                                | Discovery Channel à 50 s                  |
| 4e                                | T-Mobile Team à 1 min 02 s                |
| 5e                                | La Aluminios-Liberty Seguros à 1 min 35 s |

## Liste des coureurs
| Barloworld | Discovery Channel | Davitamon-Lotto |  |
| - 1. Pedro Arreitunandia Quintero 12e à 33 s - 2. Giosuè Bonomi - 3. Pedro Cardoso - 4. Enrico Degano - 5. Tiaan Kannemeyer 31e à 1 min 35 s - 6. Hugo Sabido 20e à 1 min 05 s - 7. Amets Txurruka 81e à 12 min 23 s                                         | - 11. José Azevedo 23e à 1 min 08 s - 12. Volodymyr Bileka - 13. Trent Lowe 15e à 41 s - 14. Jurgen Van den Broeck - 15. Benjamín Noval 52e à 3 min 14 s - 16. Pavel Padrnos - 17. José Luis Rubiera 10e à 33 s - 18. Jurgen Van Goolen                                                     | - 21. Christophe Brandt 44e à 2 min 37 s - 22. Nick Gates 84e à 14 min 19 s - 23. Bert Roesems 48e à 2 min 55 s - 24. Gert Steegmans 2e à 10 s - 25. Peter Van Petegem - 26. Wim Vansevenant - 27. Wim Van Huffel 21e à 1 min 05 s - 28. Henk Vogels                                          |  |
| Cofidis | Française Des Jeux | Gerolsteiner |  |
| - 31. Frédéric Bessy 24e à 1 min 08 s - 32. Nicolas Roche - 33. Mathieu Heijboer 67e à 4 min 58 s - 34. Sébastien Minard 58e à 3 min 44 s - 35. Maxime Monfort 47e à 2 min 44 s - 36. Luis Perez 57e à 3 min 36 s - 37. Rik Verbrugghe - 38. Bradley Wiggins | - 41. Bernhard Eisel - 42. Carlos Da Cruz 82e à 13 min 25 s - 43. Frédéric Guesdon 71e à 5 min 48 s - 44. Christophe Mengin 46e à 2 min 43 s - 45. Arnaud Gérard 80e à 12 min 09 s - 46. Mickaël Delage 91e à 19 min 06 s - 47. Christophe Detilloux - 48. Jussi Veikkanen 32e à 1 min 36 s | - 51. Robert Förster - 52. Andrea Moletta - 53. Sven Montgomery - 54. Davide Rebellin 6e à 31 s - 55. Matthias Russ 66e à 4 min 52 s - 56. Stefan Schumacher 73e à 7 min 33 s - 57. Marcel Strauss - 58. Markus Zberg 75e à 9 min 44 s                                                        |  |
| T-Mobile Team | Barbot-Halcon | Carvalhelhos-Boavista |  |
| - 61. Linus Gerdemann - 62. Serhiy Honchar - 63. Kim Kirchen 11e à 33 s - 64. Eric Baumann - 65. Jörg Ludewig 43e à 2 min 37 s - 66. Stephan Schreck - 67. Patrik Sinkewitz 26e à 1 min 26 s - 68. Thomas Ziegler 5e à 29 s                                  | - 71. Claus Michael Møller 56e à 3 min 30 s - 72. Sérgio Ribeiro - 73. David Martin - 74. Rui Sa - 75. Carlos Pinho 8e à 33 s - 76. Vitor Rodrigues 65e à 4 min 41 s - 77. Celestino Pinho 49e à 2 min 57 s - 78. Gustavo Rodriguez 70e à 5 min 21 s                                        | - 81. Ben Day 45e à 2 min 37 s - 82. Virgilio Santos 28e à 1 min 28 s - 83. Manuel Cardoso - 84. Sergio Bernardo - 85. Tiago Machado 16e à 43 s - 86. Hélder Magalhães - 87. Joaquim Sampaio - 88. José Carlos Rodriguès 62e à 4 min 09 s                                                     |  |
| Duja-Tavira | Imoholding-Loule Jardim Hotel | LA Aluminios-Liberty Seguros |  |
| - 91. Nelson Vitorino 35e à 2 min 03 s - 92. Ricardo Mestre 41e à 2 min 35 s - 93. Luis Silva - 94. David Livramento - 95. Krassimir Vasilev 33e à 1 min 44 s - 96. Paul Sneeboer - 97. Luis Bartolomeu - 98. Martín Garrido                                 | - 101. Edgar Anão - 102. Jorge Costa 94e à 25 min 31 s - 103. César Quiterio - 104. Pedro Fernandez 78e à 11 min 12 s - 105. Nuno Marta 92e à 19 min 51 s - 106. Renato Silva - 107. César Pinto 77e à 11 min 05 s - 108. Alejandro Marque 54e à 3 min 22 s                                 | - 111. Hernâni Brôco - 112. Pedro Lopes 29e à 1 min 31 s - 113. Héctor Guerra 7e à 33 s - 114. David García Dapena - 115. Rui Sousa 18e à 59 s - 116. Carlos Nozal 87e à 16 min 35 s - 117. Jordi Grau 90e à 18 min 15 s - 118. Luis Pinheiro                                                 |  |
| Madeinox-Bric-AR Canelas | Maia-Milaneza | Paredes Rota dos Móveis |  |
| - 121. Claudio Faria 76e à 9 min 51 s - 122. Heldér Oliveira 53e à 3 min 18 s - 123. Sergio Sousa 59e à 3 min 52 s - 124. Bruno Neves 51e à 3 min 05 s - 125. Marco Cunha - 126. André Vital 4e à 27 s - 127. Fernando Sousa                                 | - 131. Daniel Petrov 19e à 59 s - 132. Bruno Castanheira 83e à 13 min 34 s - 133. Pedro Cardoso 13e à 33 s - 134. Pedro Andrade 63e à 4 min 15 s - 135. Bruno Lima - 136. Afonso Azevedo 86e à 16 min 31 s - 137. João Cabreira 1er en 22 h 42 min 00 s - 138. Bruno Pires 17e à 49 s       | - 141. Jorge Torre - 142. José Vaz - 143. Alexandre Oliveira - 144. Gilberto Sampaio 25e à 1 min 20 s - 145. André Cardoso 9e à 33 s - 146. Jose Jimenez Cabezuela - 147. Pedro Barnabe - 148. Francisco Tomás García                                                                         |  |
| Riberalves-Alcobaça | Vitoria-ASC | Chocolat Jacques-TSV |  |
| | | |  |
| - 151. Andrei Zintchenko 27e à 1 min 28 s - 152. Helder Miranda 61e à 4 min 09 s - 153. Joaquim Adrego Andrade - 154. Claudio Paulinho - 155. Luis Sarreira - 156. Micael Isidoro - 157. Pedro Soeiro 37e à 2 min 07 s - 158. Hugo Vitor 50e à 2 min 58 s    | - 161. Victoriano Fernandez - 162. Paulo Barroso - 163. Pedro Costa - 164. Gilberto Martins - 165. José Sousa 42e à 2 min 35 s - 166. José Miguel Martins - 167. Hermano Vieira 74e à 7 min 54 s                                                                                            | - 171. Niko Eeckhout 93e à 25 min 22 s - 172. Koen Barbé 40e à 2 min 29 s - 173. Serge Pauwels 79e à 11 min 42 s - 174. Evert Verbist - 175. Kurt Hovelijnck 38e à 2 min 08 s - 176. Wesley Van Der Linden - 177. Maarten Wynants 69e à 5 min 02 s - 178. Benny De Schrooder 68e à 5 min 02 s |  |
| Unibet.com | Rabobank | Team TIAA-Cref |  |
| | | |  |
| - 181. Marco Zanotti - 182. Marco Serpellini 39e à 2 min 17 s - 183. Angel Castresana 85e à 15 min 37 s - 184. Camille Bouquet - 185. Jeremy Hunt 72e à 6 min 00 s - 186. Geert Omloop - 187. Kurt Van De Wouwer 30e à 1 min 33 s - 188. Erwin Thijs         | - 191. Kai Reus 60e à 4 min 07 s - 192. Tom Stamsnijder 22e à 1 min 08 s - 193. Lars Boom - 194. William Walker 14e à 33 s - 195. Tom Leezer 89e à 18 min 13 s - 196. Jos van Emden - 197. Robert Gesink 3e à 11 s - 198. Tom Veelers 64e à 4 min 19 s                                      | - 201. Chad Hartley - 202. Ian Macgregor - 203. Dan Bowman 36e à 2 min 03 s - 204. Timothy Duggan 55e à 3 min 24 s - 205. Michael Lange 34e à 1 min 47 s - 206. Stuart Gillespie 88e à 17 min 54 s - 207. Nathan Mitchell - 208. François Parisien                                            |  |

1. ↑  32nd Volta ao Algarve (2.1) 2006